# Perissoneura chrysea
Perissoneura chrysea is een schietmot uit de familie Odontoceridae. De soort komt voor in het Palearctisch gebied.